# Panemeria domestica
Panemeria domestica är en fjärilsart som beskrevs av Kuhn. 1774. Panemeria domestica ingår i släktet Panemeria och familjen nattflyn. Inga underarter finns listade i Catalogue of Life.